# Walker Hamilton
Pour les articles homonymes, voir Hamilton.
Walker Hamilton est un romancier écossais né en 1934 à Airdrie et décédé en février 1969 à l'âge de 35 ans. Il est l'auteur d'un seul roman, Tous les petits animaux, publié en 1968.

## Biographie
Fils de mineur, il quitte l’école à quinze ans, commence à travailler tout en étudiant la comptabilité aux cours du soir, jusqu’à son service national dans la R.A.F. À la suite d’une grave blessure, il est mis en congé de l’armée. Il travaille dans une brasserie de Glasgow, puis occupe successivement plusieurs emplois en tant qu’ouvrier non qualifié.

## Œuvre
Son roman créa la surprise lors de sa publication en Angleterre chez Victor Gollancz Ltd., en 1968. Il raconte la cavale de Bobby Platt, simple d'esprit, depuis qu'enfant une voiture l'a renversé. À trente et un ans, n'ayant plus ni père ni mère, il fuit son beau-père, un homme rougeaud et cruel, qu'il surnomme « Le Gros ». Cet homme veut lui prendre la fortune et le grand magasin que lui a laissés sa mère. Sur la route, Bobby rencontre un vieil homme aussi marginal que lui, Mister Summers, dont l'unique occupation est d'enterrer « tous les petits animaux » morts sur le bas-côté, grenouilles, hérissons, rats, oiseaux et lapins. À eux deux, ils formeront une équipe inattendue et tenteront de supprimer le terrible beau-père. Mais Mr Summers a un lourd secret...
Roald Dahl a dit à propos de ce livre étonnant : « C'est un livre extraordinaire, émouvant. Je l'ai lu d'une traite et je suis persuadé que tout le monde fera de même. » Le lecteur suit le parcours des deux personnages principaux, à travers le regard innocent et troublant de Bobby. Le roman mêle compassion, tendresse et humour.

## Adaptations
Filmographie
- 1998 : All the Little Animals, adaptation du roman au cinéma par Jeremy Thomas, avec John Hurt et Christian Bale.

Théâtrographie
- 2007 : adaptation, mise en scène et scénographie Didier Saint-Maxent. Compagnie La Fabrique du vent. Avec  Didier Cousin et Denis Cacheux. Assistante à la mise en scène : Bérengère Leprêtre. Costumes : Émilie Dufossé. Lumière et régie générale : Olivier Floury. Technique et régie : Association Préludes. Photos : Anne Jeannin. Voir ici